# Nephelia tristis
Nephelia tristis är en insektsart som först beskrevs av George Willis Kirkaldy 1907.  Nephelia tristis ingår i släktet Nephelia och familjen vedstritar. Inga underarter finns listade i Catalogue of Life.